# کلادیو خوسه کاسا
کلادیو خوسه کاسا (اسپانیایی: Claudio José Casas‎؛ زادهٔ ۲۶ فوریهٔ ۱۹۸۲) دوچرخه‌سوار اهل اسپانیا است.
وی عضو تیم‌هایی همچون تیم دوچرخه‌سواری کلمه و تیم دوچرخه‌سواری اندلسیا بوده است.